# シューターワン
シューターワンはMGCが発売したモデルガン用シューティングデバイス。電池で作動するターゲット型の機械であり、弾の飛ばないモデルガンでも発火時の赤外線を感知し擬似的に的に当たったような作動をするアクションを実現する製品である。

## 製品開発の経緯
MGCでは数々のモデルガンに対する規制を経験している事から、「弾が出るトイガン」に抵抗感が非常に強かった。エアソフトガンでさえもタブーと考え、自社の機関誌にもその主張を掲載し糾弾していたほどである。しかし弾を飛ばすことが目的である銃の本質にはユーザーの潜在的ニーズがあると考え、弾を飛ばさずに的に当てる感覚を得るデバイスについて長らく研究していたという。既にビームライフル競技やゲームセンター用の射撃ゲームにおいて光線による射撃装置が存在していた事からモデルガンへの応用を試行錯誤していた。しかしストロボのような発光量を得るためには火薬の増量や発光性のある粉末（マグネシウム等）を使用することになり危険性を伴うということで却下された。そこで玩具煙火（キャップ火薬）を発火させた際に発生する微弱な赤外線に注目し、RAY-Xプロジェクトとして研究開発が進められた。
初の製品版となったMGC社内の開発コードはRAY-X203と呼ばれ、モデルガンチャレンジャー誌では202以前のコードを持つ試作品が紹介されていることから市販に至るまで複数の試作があった事が分かる。
実際のところ製品化されたターゲット型デバイスはこの203のみである。

## 製品詳細
赤外線受光部と可倒式ターゲットで構成され単1電池4本で動作する。タイマーや連動装置を想定したアクセサリー端子を搭載していたものの、この端子を使うオプション品は発売されることはなかった。（メーカー純正ではないもののモデルガンチャレンジャー誌ではこの端子を利用した自作タイマー回路を紹介していた。）
MGキャップ発火時の赤外線を受光して作動するが、ブローバックするモデルガンは赤外線をほとんど放出しない事から当製品が作動可能となるのはリボルバーやスタンダードのオートマチックに限られる。
ブローバックするモデルガンに対しては赤外線発光装置を別途使用する必要があった。
MGCではこの対策としてエイムポイントを模したスコープ状の赤外線発光装置であるレッドポイント、エースポイントを発売した他、発光装置を組み込んだM16用ハンドガードを発売した。

## 対応モデルガン
MGCではシュータワン対応モデルガンとしてリボルバーでは中空インサートのM586/M686を発売し、オートマチックではレッドポイント装着モデルとしてMGC ガバメントGM5、GM2、エースポイント装着モデルではGM5の他にMGC M59を発売した。M586/M686も後にエースポイント装着モデルを追加した。長物では発光装置内蔵ハンドガード装着のM16A1を発売した。
他社ではウェスタンアームズが対応リボルバーのスタームルガーセキュリティシックス、スピードシックス、ポリスサービスシックスを発売した他、レッドポイント装着モデルのAR-7を発売した。
その他のモデルガンメーカーからは対応モデルが発売される事は無かったが、リボルバーは対応モデルでなくても使用可能であった。

## 性能
モデルガンから放出される赤外線の指向性により作動範囲は10メートル以内程度であり、光が乱反射する場所や炎天下では誤作動することがあった。また、短銃身のモデルガンの場合は赤外線が拡散しやすいため、複数のシューターワンを間隔を狭めて設置すると同時に作動（ヒット）してしまうという欠点もあった。
このため、受光部を小さくするアキュラシーポイントという紙製のオプション品も発売された。

## シューティングマッチ
シューターワンの登場により、MGCはそれまで早撃ちタイムを競うシンプルなイベントしか存在しなかったモデルガンの競技を発展させ、ルールに基づいたスポーツとしての確立を目指した。アメリカのシューティングマッチ「ビアンキカップ」の名称使用許可を得たMGCはシューターワンを使用したモデルガンのシューティングマッチ「ジャパンビアンキカップ」を開催した。しかしながら前述の通りターゲットの精度に限界があった事から、例年開催するごとに衰退が進み、エアソフトガンを使用したイベントに移行せざるを得なくなった。エアソフトガンを否定するための対抗馬として開発したシューターワンが的撃ちを追求するシューティングマッチを日本に持ち込んだ事で皮肉にもエアソフトガンのニーズを高めてしまった結果となったが、所持許可の必要ないエアソフトガンのスポーツ（競技）という新たな可能性を導いたという点で遊戯銃業界への貢献が認められる。

## 関連製品
- レッドポイント
- エースポイント
- ビームバレル
- ダブルキャップCP